# Праслово (городской округ Клин)
Праслово — деревня в Клинском районе Московской области, в составе Городского поселения Клин. Население — 229 чел. (2010). До 2006 года Праслово входило в состав Новощаповского сельского округа.
Деревня расположена в центре района, у северо-восточной окраины города Клин, на правом берегу реки Сестры, высота центра над уровнем моря 159 м. Фактически, Праслово находится „внутри“ города, со всех сторон гранича с новыми микрорайонами Клина.

## Население
| 2002 | 2006 | 2010 |
| ---- | ---- | ---- |
| 107  | ↗131 | ↗229 |